# Máel Fathardaig mac Flainn
Máel Fathardaig mac Flainn (mort en 957) est un roi de Munster  (irlandais : Muman ou Mumu), de la dynastie des Eóganachta de 954 à 957.

## Contexte
Máel Fathardaig appartient à une Lignée secondaire des Eóganacht Chaisil son ancêtre Sechnussach est le fils cadet de Fíngen mac Áedo Duib (mort en 619). Il succède à Cellachán Caisil en 954 et les Annales des quatre maîtres notent uniquement sa propre mort trois en après en 957. Il laisse un fils Dúngal mac Máel Fothardaig Ua Donnchada  (mort en 1025) qui sera ultérieurement prétendant à la royauté de Cashel.

## Sources
- (en) T.W Moody, F.X. Martin, F.J. Byrne A New History of Ireland IX Maps, Genealogies, Lists. A companion to Irish History part II . Oxford University Press réédition 2011  (ISBN 9780199593064).
- (en) Francis J.Byrne Irish Kings and High-Kings, Courts Press History Classics (Dublin 2001)  (ISBN 1851821961).